# Desiree Akhavan

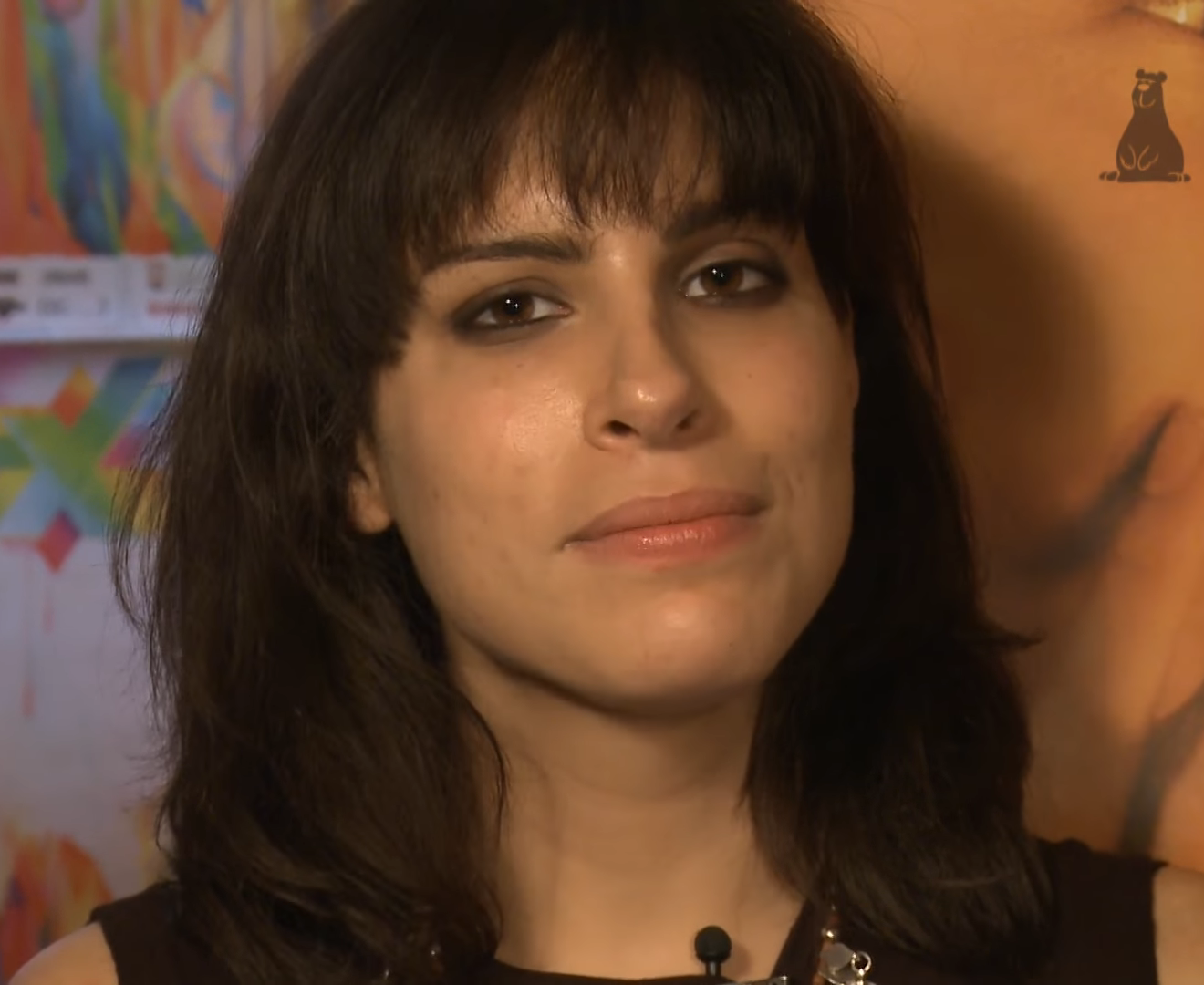
Desiree Akhavan

Desiree Akhavan (* 1984 in New York City) ist eine iranisch-US-amerikanische Filmschauspielerin, Regisseurin und Drehbuchautorin.

## Leben
Desiree Akhavan wurde 1984 in New York City geboren. Beide Elternteile waren während der iranischen Revolution 1979 in die Vereinigten Staaten eingewandert. Als Kind lebte Akhavan mit ihrer Familie in New Jersey, bevor sie nach Rockland in New York umzogen. Als Pendlerin besuchte Akhavan die Horace Mann School, eine private Schule in der Bronx.
Im Alter von 10 Jahren begann Akhavan Theaterstücke zu schreiben. Im Alter von 13 Jahren begann sie mit der Schauspielerei. Akhavan studierte Film und Theater am Smith College, einem Frauen-College in Northampton, Massachusetts. Nach ihrem Abschluss im Jahr 2007 studierte sie Filmregie an der Tisch School of the Arts der New York University und wurde hier Doktorandin. Ein Jahr verbrachte sie im Ausland an der Queen Mary University of London.
Ihren ersten Kurzfilm Two Drink Minimum realisierte Akhavan während ihres Studiums in London, als sie Doktorandin war. Im Jahr 2010 schrieb und inszenierte sie den Kurzfilm Nose Job. In der erstmals 2011 gezeigten Fernsehserie The Slope, für die sie das Drehbuch schrieb und auch Regie führte, war sie auch selbst als Darstellerin zu sehen.
Im Jahr 2014 stellte Akhavan ihren Film Appropriate Behaviour beim Sundance Film Festival vor. Vier Jahre später, im Januar 2018, feierte dort auch ihr Film The Miseducation of Cameron Post Premiere, wo er mit dem U.S. Dramatic Grand Jury Prize ausgezeichnet wurde.
Channel 4 beauftragte Akhavan mit der Regie und dem Drehbuch für die Sitcom The Bisexual. Akhavan bezeichnet sich selbst als bisexuell. Als ihre Vorbilder, von denen sie sich bei ihrer Arbeit inspirieren ließ, nennt Akhavan die Regisseure Woody Allen, Todd Solondz und Noah Baumbach.

## Filmografie (Auswahl)
- 2010: Nose Job (Kurzfilm, auch Drehbuch und Regie)
- 2010–2012: The Slope (Fernsehserie, 16 Folgen, auch Drehbuch und Regie)
- 2014: Appropriate Behavior (auch Regie)
- 2016: The Circuit (Fernsehfilm)
- 2016–2018: Flowers (Fernsehserie, 5 Folgen)
- 2017: Creep 2
- 2018: The Miseducation of Cameron Post (Drehbuch und Regie)
- 2018: The Bisexual (Fernsehserie, 6 Folgen, auch Drehbuch und Regie)

## Auszeichnungen (Auswahl)
Independent Spirit Award
- 2015: Nominierung für Best First Screenplay (Appropriate Behavior)

Glasgow Film Festival
- 2015: Nominierung für den Publikumspreis (Appropriate Behavior)

Gotham Awards
- 2015: Nominierung für den Bingham Ray Breakthrough Director Award (Appropriate Behavior)
- 2015: Nominierung für den Publikumspreis (Appropriate Behavior)

Sundance Film Festival
- 2014: Nominierung für den Publikumspreis – Best of Next! (Appropriate Behavior)
- 2018: Auszeichnung mit dem Grand Jury Prize – Dramatic (The Miseducation of Cameron Post)